# プッチンプリン
プッチンプリン（英: Putchin Pudding）は、江崎グリコが製造・販売するチルドカップのプリンである。1972年（昭和47年）にグリコ協同乳業（のちグリコ乳業）から発売された『グリコプリン』を前身とする。1974年（昭和49年）にリニューアルとともに『プッチンプリン』の商品名に変更し、テレビCMの効果もあって大ヒットした。
容器の底にある「プッチン棒」と呼ばれるツマミを折ることでプリンが皿の上に滑り落ちる仕組みが最大の特徴であり、その楽しさが魅力となっている。
なお、2015年（平成27年）10月1日にグリコ乳業は江崎グリコと合併し、江崎グリコが存続会社となったため、以降は江崎グリコから製造・販売されている。『カフェオーレ』『朝食ヨーグルト』『ドロリッチ』とともに、旧グリコ乳業の主要ブランドの一つであった。

## 特徴

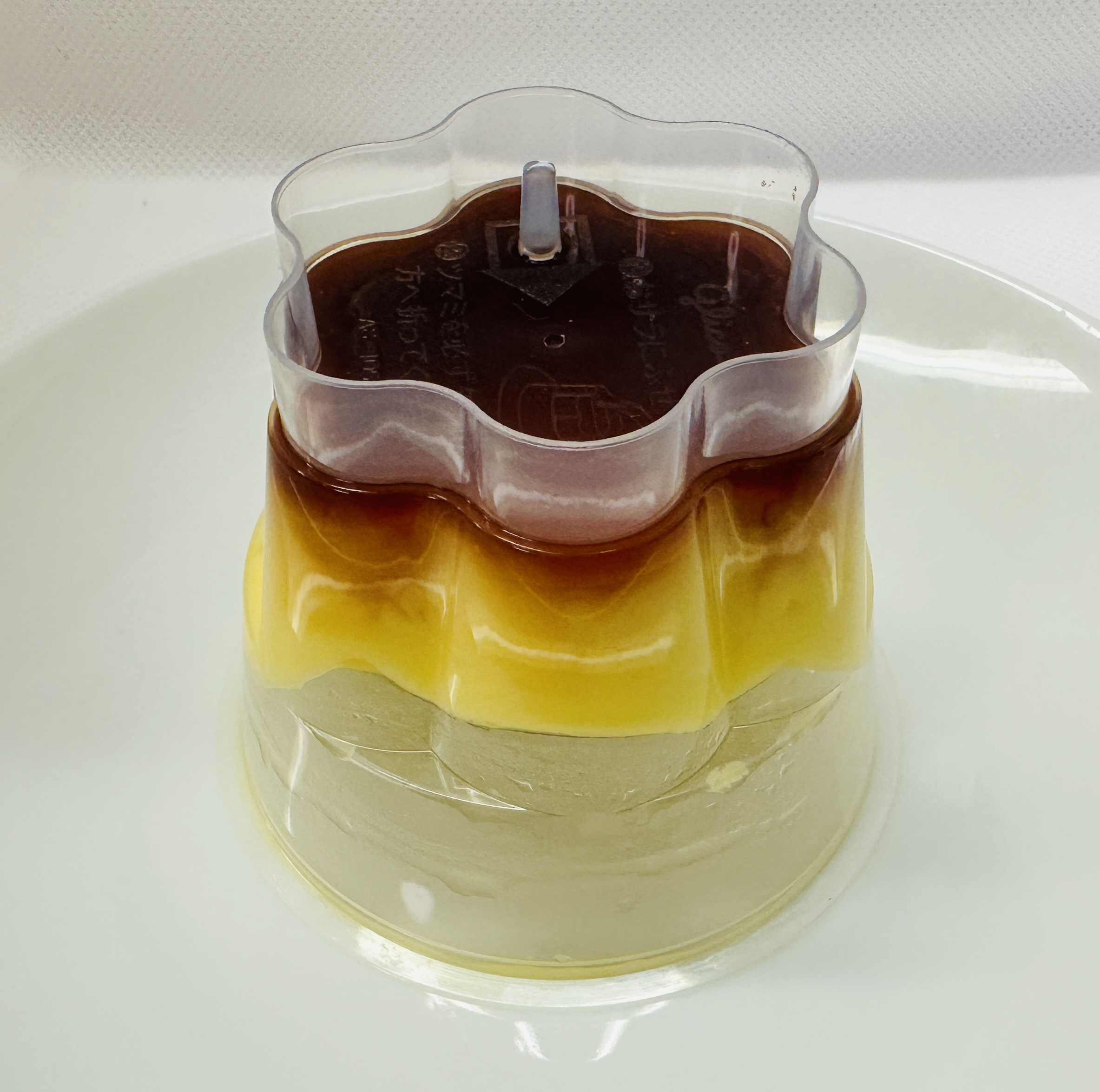
ツマミを折る前のプッチンプリン
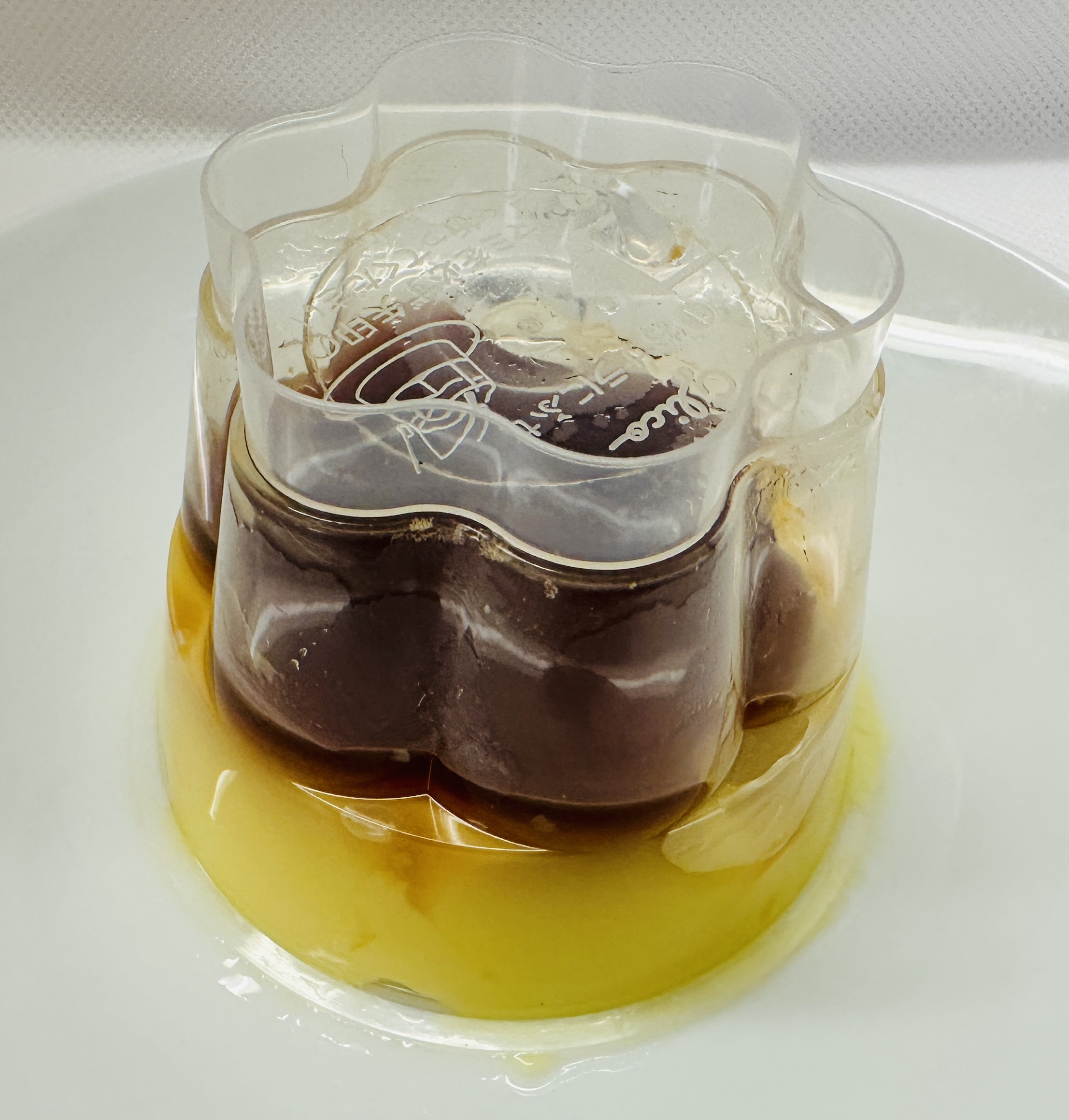
ツマミを折ったあとのプッチンプリン
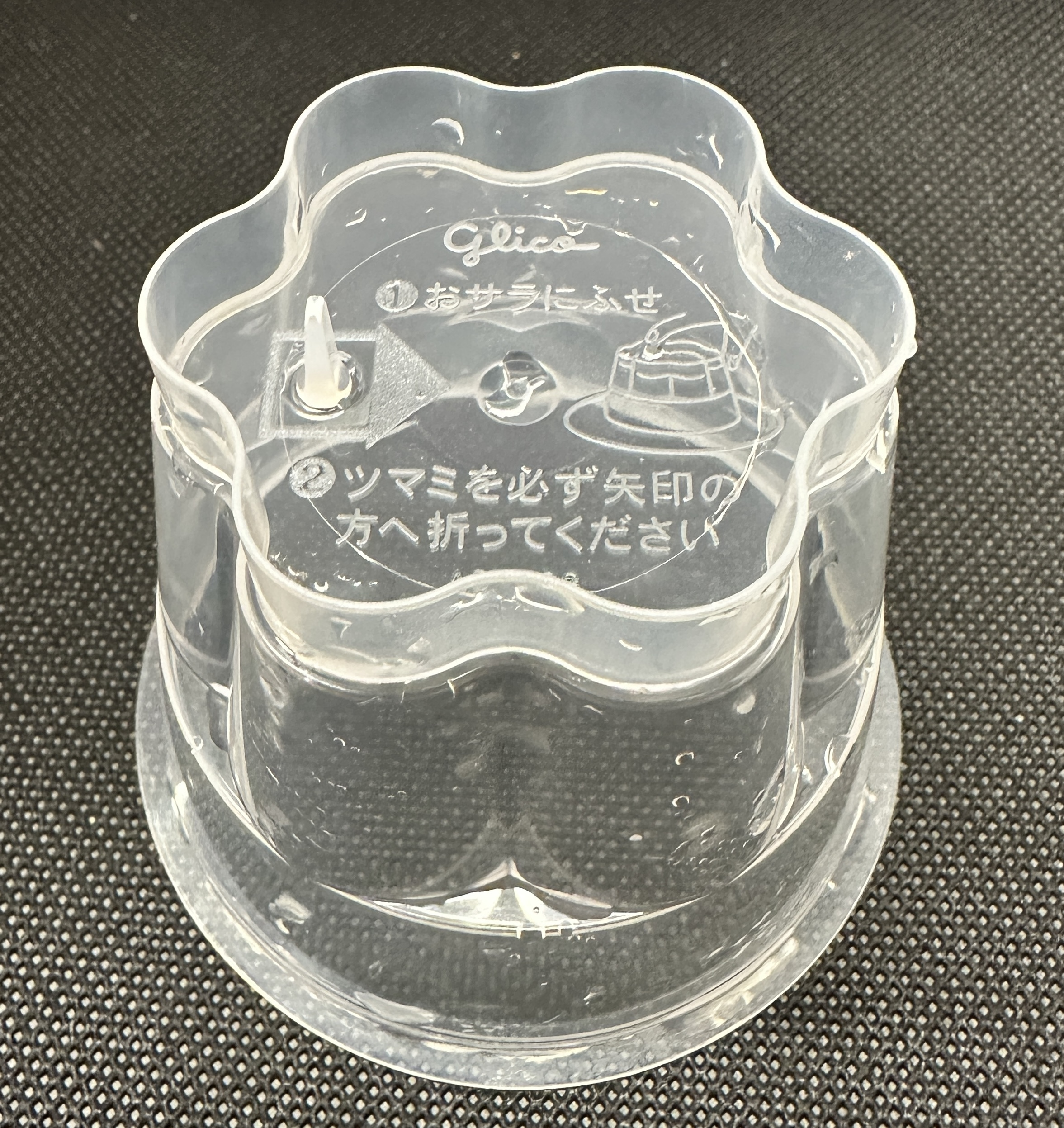
ツマミを折る前の容器
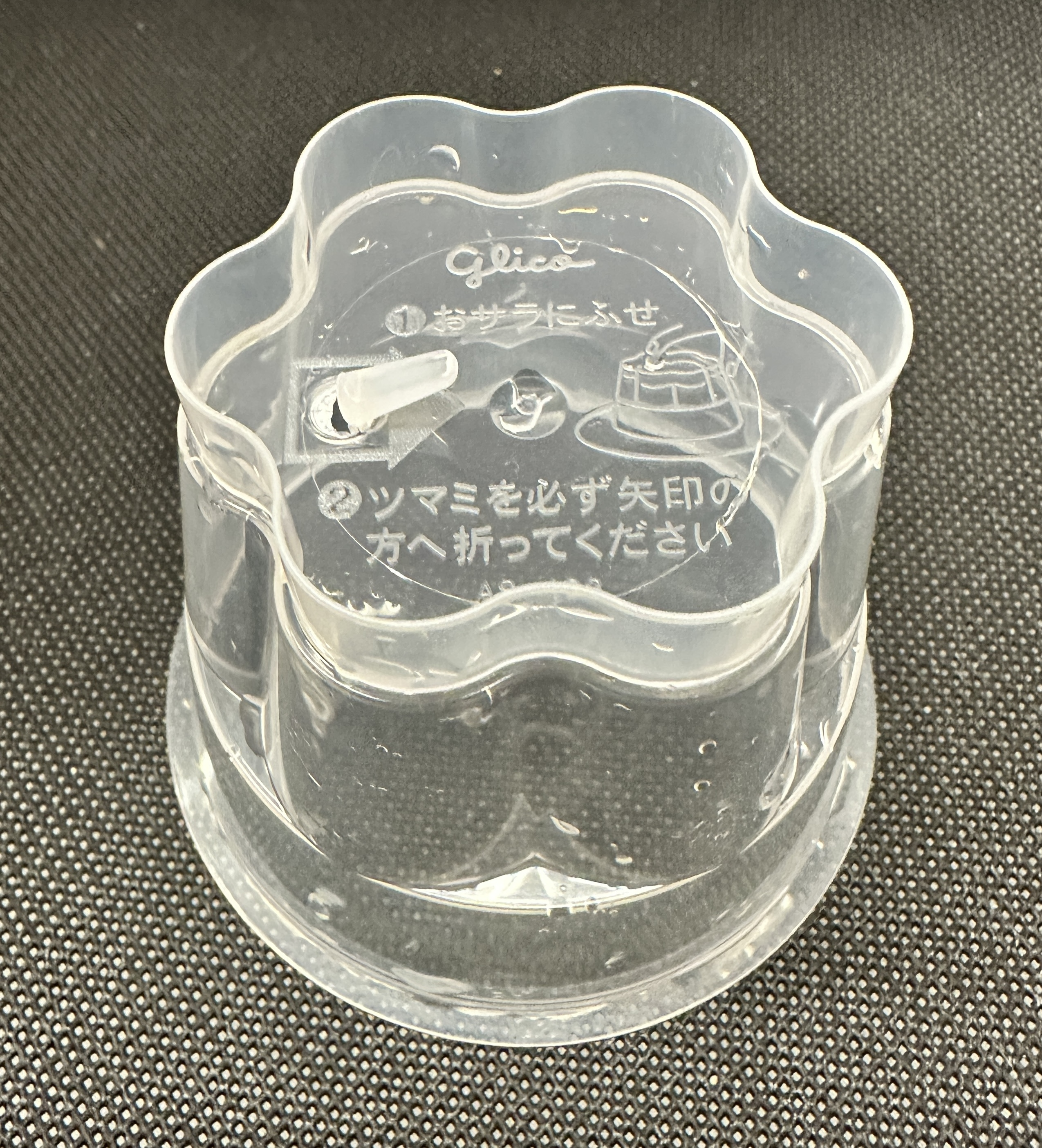
ツマミを折ったあとの容器

底のツマミを折って中身を皿に出すことができることが最大の特徴である。これによって喫茶店などで提供されているプリンと同様カラメルソースが上になり、ひと口目からプリンとカラメルを同時に食べることができる。同業他社の商品にはないプリンが「プルルン」と皿に滑り落ちる楽しさが子どもの人気を集め、一躍トップブランドになった。容器に充填する際は、液体のままのプリン液をまず注ぎ、そのあとカラメルを注ぐ。カラメル液の比重が重いため下にたまる。練乳も加えられ、蒸さずに冷やして作られる。
味は、シュークリームを手本に再現したカスタードクリームのコクと味わい、練乳とバニラの風味が特徴とされる。食感は、それまでの通常のプリンより柔らかく「プルルン」としたのど越しのよい食感となっている。味の基本は1974年（昭和49年）のリニューアル以来維持しているものの、時代にあわせて甘さやコクなどを調整している。2022年（令和4年）のリニューアルでは、以前から使用していなかった保存料と人工甘味料に加えて、着色料も不使用としている。『植物生まれのプッチンプリン』では、それらに加えて乳化剤とカラメル色素も不使用とした。
ツマミを折ってプリンを容器から出す構造がネーミングにも反映されているものの、江崎グリコが2022年（令和4年）に行ったキャンペーン「プッチンプリン国民投票」では「プッチンする派」の43.5 %に対し「プッチンしない派」が56.5 %と上回った。2003年（平成15年）にはグリコ乳業商品開発第1特別グループの阪本健二が「いまではお皿にあけて食べる人が10人に1人しかいない」とも述べている。しかし「わくわく」感を演出するためには必要な構造と考え、コストがかかっても続けているという。グリコの研究員による官能検査で両方の食べ方の比較がなされており、ここでは「プッチンするのがおすすめ」と報告されている。
ラインナップは、ひと口サイズの『ちょこっとプッチンプリン』から380グラム (g) の『Happyプッチンプリン』など幅広く展開されている。2020年（令和2年）には、卵や乳を使わない、植物由来の原料のみを使用した『植物生まれのプッチンプリン』を発売している。これらのほかにも、2006年（平成18年）の『Happyプッチンプリン』の発売以降、グリコ乳業では、『プッチンプリン』の楽しさと驚きを提供するための「ブランド全体の活性化」施策として、定期的に話題性の高い商品を投入してきた。
なお、最終的には保安検査場の検査員の判断となるが、プリンは液体物とされているため100ミリリットルを超える『Bigプッチンプリン』は国際線の航空機内には持ち込めない。

## 歴史

### 背景

#### プディングの発祥
日本でプリンと呼ばれることになるプディングの発祥については、一説では1588年の英西戦争後に覇権を握ったイギリス海軍の艦上であったと言われている。航海中の限られた食糧を無駄にしないために、余りもののパン屑や小麦粉・肉片・脂身・ナッツ類などを卵とともに味付けしてナプキンで包み蒸し焼きにしたのが始まりとされる。16世紀後半から17世紀初頭に、船員たちが家庭に持ち込んでイギリス中に広まったとされる。
一方で、プディングの発祥は古代にまで遡れるともいわれる。古くはホメロスの『オデュッセイア』に、豚の胃袋を用いたプディングが登場する。これはソーセージのようなもので、当時は、解体された動物の肉や脂身などをパンや米などと混ぜ合わせ、その他のさまざまな食材やハーブ、香辛料などとともに胃袋や腸に詰めたものが、茹でたり焼いたりして食べられた。こうしたプディングは、血液を含むブラッドプディングや含まないホワイトプディングなどとして伝わっている。
いずれにしても、今日のプリンにつながる菓子としての甘いプディングは、イギリスにおいて隆盛した。ジョージ1世が好んだことで広まったとも言われている。米、パン、プラムなどさまざまなフィリング（具材）を用いたプディングが考案され、ドライフルーツやナッツをふんだんに使いラム酒を加えるクリスマスプディングは、イギリスではクリスマスに欠かせないデザートとして今日まで受け継がれている。
イギリスからフランスに伝わったプディングは、菓子の本場でもデザートとして定着する。1828年にはアントナン・カレームが著書の中でプディングのレシピを紹介している。そして、フィリングを徹底して排除した卵液のみで作るカスタードプディングが考案されたのも、このころのフランスであったと考えられている。これはのちに味覚を補うためにカラメルソースをかけて供されるようになった。

#### 日本伝来
プディングが日本に伝来した時期については、江戸時代初期とする説がある。平戸のオランダ商館で食べられていた可能性が指摘されているほか、元禄2年（1689年）に完成した唐人屋敷の中国人経由で伝わったとも言われている。卓袱料理のうちの茶碗蒸しがそれであるという。これには異論もあり、茶碗蒸しはプディングとは関係なく日本で独自に生まれた料理であるとする見解もある。卵のタンパク質の加熱凝固作用を利用した茶碗蒸しは、プディングの一種である。また、天明5年（1785年）に刊行された『万宝料理秘密箱』で「冷し卵羊羹」が紹介されるなど、日本では江戸時代から卵を使ったプリン様の料理が食べられていた。
一般的にはプディングが日本に伝来したのは江戸時代後期から明治初めと言われている。文久2年（1862年）に「クラブホテル」、翌文久3年（1863年）には「アングロサクソンホテル」というイギリス人経営のホテルが、1860年代にはフランス人サムエル・ペール（サミュエル・ピエールか?）による洋菓子店が、ともに横浜に開業しており、これらでプディングが提供されていた可能性は高い。なお、サムエル・ペールの洋菓子店には、明治3年（1870年）に大膳職にあった村上光保が派遣されて西洋料理を学んでいるため、日本人として初めてプディングを作った可能性がある。
プディングが日本語の文献に最初に現れるのは、明治5年（1872年）発行の『西洋料理通』においてである。ここでは「ポッディング」と表記され、干柿・生姜・米などを用いたメニューが紹介されている。『西洋料理通』の後はしばらくプディングを取り上げた文献は現れず、1889年（明治22年）になって『和洋菓子製法独案内』で、パンとバターを使った「パンバタプリン」、「ライスプリン」など複数のメニューが掲載されている。これが、Puddingにプリンの読みをあてた初出とされる。
その後、プディングは急速に普及し、多くの文献に記述が見られるようになる。夏目漱石のロンドン留学時（1900年から1902年）の日記に「プッヂング」「プヂング」として、「江戸甘味處つくし」に残る1901年（明治34年）のレシピに「西洋風茶碗蒸菓子」として、1903年（明治36年）のベストセラー『食道楽』に「プデン」として、同じく1903年（明治36年）の『洋食のおけいこ』では「プッジング」として取り上げられている。また、1908年（明治41年）発行の『海軍割烹術参考書』でもワッフルなどとともに掲載されている。
明治時代まではPuddingはさまざまに表記されていたが、しだいに呼びやすい「プリン」表記に収斂されていったと考えられている。また、さまざまなプディングが紹介されていたが、大正以降は『趣味と実用の西洋料理』で「ベイクドカスタード」、『欧米の菓子と料理』で「ボイルドカスタード」と「キャラメルカスタード」、『お菓子の作り方百卅種』では「カスター・プリン」としてカスタードプディングが紹介されるなど、いつしか日本ではプリンと言えばカスタードプディングを指す語として広まっていった。

### 開発

#### 開発当時の状況
1952年（昭和27年）、砂糖の統制が撤廃され日本の菓子業界は活性化したが、1950年代ごろまでプリンは外食のデザートとして供されるか町のケーキ店での販売、あるいは一部の家庭で楽しまれるにとどまっていた。
1960年代になると、一般家庭でも気軽にプリンが作れる即席プリン（「プリンの素」）が発売された。1960年（昭和35年）に明治製菓が発売した即席プリンは半年で発売中止となったが、1963年（昭和38年）にゼネラルフーヅが粉末プリンの『バニラ・プディー』を発売し、翌1964年（昭和39年）にはハウス食品工業が、家庭でもプリンが手軽に作れる“プリンの素”である『プリンミクス』を発売。この商品が家庭で食べるプリンの普及の契機となった。同年には、ライオンからも『ママプリン』が発売されている。
この間、プリンを提供する洋菓子店や喫茶店も増え、1962年（昭和37年）にはモロゾフが持ち帰り用のプリンを発売。陶器製の容器から皿に移すことでカラメルが上になるプリンが家庭で楽しめるようになった。ただし皿に移すことなく食べられているケースも多かった。1968年（昭和43年）には、それまで職人の手作業で作っていたプリンを、工場で生産するようになった。
そして、1971年（昭和46年）に日本初のチルドカップのプリンとして、森永乳業から『森永プリン』が発売された。これらによって1970年代にプリンは、家庭で手軽に食べられるおやつとなり、日本の国民食とも、ショートケーキとシュークリームに並ぶ日本の洋菓子の御三家とも呼ばれる地位を築きつつあった。

#### 開発の経過
グリコ協同乳業では1970年代に入り、プリンの素がよく売れていること、自社にはデザート商品としてのプリンがないことなどから、プリンの商品化を企画したが、当時は小売デザート商品としてヨーグルトに力を入れていたこと、すでにプリンの商品が他社から出ていたことなどから、社長は開発に反対した。同業他社が参入しているジャンルにわざわざ乗り込んでリスクを冒すより、主力商品のヨーグルトに専念した方が良いという判断であった。それでも開発チームはあきらめず、グリコらしい他社にはないプリンを開発して経営陣を説得しようと開発を続けた。
喫茶店などで提供されるプリンは皿に乗せられて提供されており、消費者にも「プリンは皿にのせて食べるもの」という意識が定着していることが調査で明らかになっていた。開発チームは、なじみのある形で食べてもらおうと、簡単に取り出せる容器の開発を模索した。洋菓子店でゼリーを型から外す際にアイスピックで穴を開けているところを見たのがヒントになり、底に穴を開ければ空気が入って皿に落ちることに気付いた。しかし、家庭でアイスピックを使えというのは現実的ではなかった。そんな折、底のツマミを折ると穴が開く仕組みの容器が倉庫で発見される。過去に、海外に出張した社員が持ち帰っていたものだった。早速、それを基に試作品を作ってみたものの、ツマミが折れても穴が開かないなど、なかなか思い通りの容器にならなかった。試行錯誤を繰り返す中で、偶然穴を開けるための底のくぼみとツマミの位置がずれた不良品が発生したが、むしろずれていた方がツマミが簡単に折れ、きれいに穴が開いた。
こうして、プラスチック製の容器の底のツマミを折ることにより空気を入れ、中身を容易に皿に落とせる形の容器が開発された。社長が当初反対したことで先行の他社製品との違いを明確にすることができた。経営陣からも商品化が認められ、グリコ協同乳業では1億円以上をかけて充填機を新たに購入。1972年（昭和47年）7月に『グリコプリン』として発売された。価格は100 g入りで50円であった。

### 発売後

#### 改名とリニューアル
『グリコプリン』はそこそこの売り上げをあげたものの、ヒットというほどでもなかった。そこでグリコ協同乳業は、オイルショックの最中ではあったが、品質を向上させる方向でのリニューアルに踏み切った。
まず改善したのは味であった。シュークリームのカスタードクリームの味を手本に、より「ミルキー」でコクがあり、飽きのこない味を目指して改良された。併せて、商品名も、最大の特徴である「プッチンと折ってプルンと出す」楽しさを直接伝える『プッチンプリン』に変更して、1974年（昭和49年）から販売した。
リニューアルと同時にテレビCMを大々的に展開した。これによって『プッチンプリン』人気に火がつき、ネーミングの妙もあって売上は爆発的に増加、大ヒット商品となった。

#### ライバルへの対抗
しかし、1980年代になって小売業の主流がスーパーマーケット、次いでコンビニエンスストアに移ると、個人商店などのグリコ特約店を中心に販売されていた『プッチンプリン』の売り上げは次第に低下していった。これに対応するため、1990年（平成2年）にスーパーマーケットでの主婦や子ども向けの商品として3個入りパックを発売。当時のレギュラーサイズが110 g入りであったのに対して、小ぶりな70 g入りとした。1993年（平成5年）には、コンビニエンスストアでの若い男性向けとして、レギュラーサイズの約1.6倍となる176 g入り『Bigプッチンプリン』を投入した。これらは人気を集めて『プッチンプリン』の販売の中心を担うようになり、従来のレギュラーサイズに代わって『Bigプッチンプリン』が『プッチンプリン』のスタンダードになった。これらによって『プッチンプリン』は一時の不振を脱した。
2000年代に入ると、焼きプリンやなめらかプリンなどが台頭し、従来のプリンは苦戦を強いられた。また、2007年（平成19年）以降は、プリン市場全体が縮小に転じた。コンビニエンスストアやスーパーマーケットがプライベートブランドで手作りスイーツの販売を拡大したことの影響とされている。これらを打破するため、グリコ乳業では2000年代から2010年代初頭にかけて、話題性重視の商品を次々と投入してゆく。
2006年（平成18年）、約3.8倍サイズの『Happyプッチンプリン』の販売を開始。大量生産が難しいことを逆手にとって、各店舗では1週間程度の販売とし、販売する店舗を短期間で次々と変え、販売店舗は従業員にも知らされない。いつどこで買えるのか分からないこの販売手法は、「ゲリラ販売」と呼ばれてインターネット上で話題となった。2008年（平成20年）には『Happyプッチンプリン』に底のツマミを4つ付け、そのうち一つだけが本物という『Happyプッチン運だめし』を発売したが、店頭で折られるいたずら被害が続出したことで販売中止となった。
2009年（平成21年）には、レギュラーサイズの約10倍、約1 kgのプリンが作れる専用キット『手づくりプッチンプリン』を開発。底にツマミのついたプラスチック容器と、プリンの素・カラメルシロップ各2個のセットで、繰り返し使えるよう別売りの詰め替えセットも販売された。東急ハンズやロフトなどの雑貨店の店頭に並ぶと、驚きをもって迎えられた。
翌2010年（平成22年）、初めての別フレーバーを期間限定で発売。カラメルソースをイチゴ味に変更したもので、大ヒットとなった。

#### 40周年
発売40周年となった2012年（平成24年）、「プッチンプリンは、とんでもないことをやるブランドだという驚きを与えたい」と、「プッチンHAPPY!」をテーマに「ネタの波状攻撃」を掲げてさまざまな企画を次々と展開した。40周年企画商品として発売された『Specialプッチンプリン』は、子どもには『プッチンプリン』を買い与えても自分用には焼きプリンやなめらかプリンを購入する傾向にある世代に向けて『プッチンプリン』初のなめらか系プリンとして開発され、消費者の嗜好の変化に合わせた、とろけるような食感と濃厚なカスタードの味わいが特徴であった。3月には通常の『プッチンプリン』とどちらがいいかの「プッチンどっち派キャンペーン」を展開した。
同年の企画で最も注目を集めたのは、6月から8月までの期間限定で148円で発売された『男のプッチンプリンおつまみ冷奴風』であった。出汁と塩を利かせた豆乳プリンに生姜風味のしょうゆソースという、冷奴そのものの甘くないプリンであり、SNSや口コミによる情報拡散を狙った商品であった。開発時には社内でも賛否があり、販売店からは「どの売り場に置けばいいのか分からない」との声もあったが、多くのマスメディアに採り上げられ、癖になる味と人気となった。
また、一般的にはオリジナルグッズを景品とするキャンペーンが減少している中で、同年「プッチンスライダープレート」が当たるプレゼントキャンペーンを実施。直径約264ミリメートル・高さ102ミリメートルで、一番高い所で「プッチン」するとプリンが滑り降りプルルン感をより楽しめるというもので、何度も試作して角度などを調整したという。グリコ乳業マーケティング部の和田健史は、「応募率を高めることを目標にするのであれば、現金を景品にしたほうが良いのかもしれません。しかし、それではほかの商品との差異化は図れない。商品開発にも通じますが、プッチンプリンのプレゼントキャンペーンではいつの時代も驚きを提供していきたいと思っています」と語っている。2012年（平成24年）の数々の企画は「メーカーが一つのブランドで、ここまで立て続けにイベントを展開することは珍しい」と評された。

#### さらなるニーズへの対応

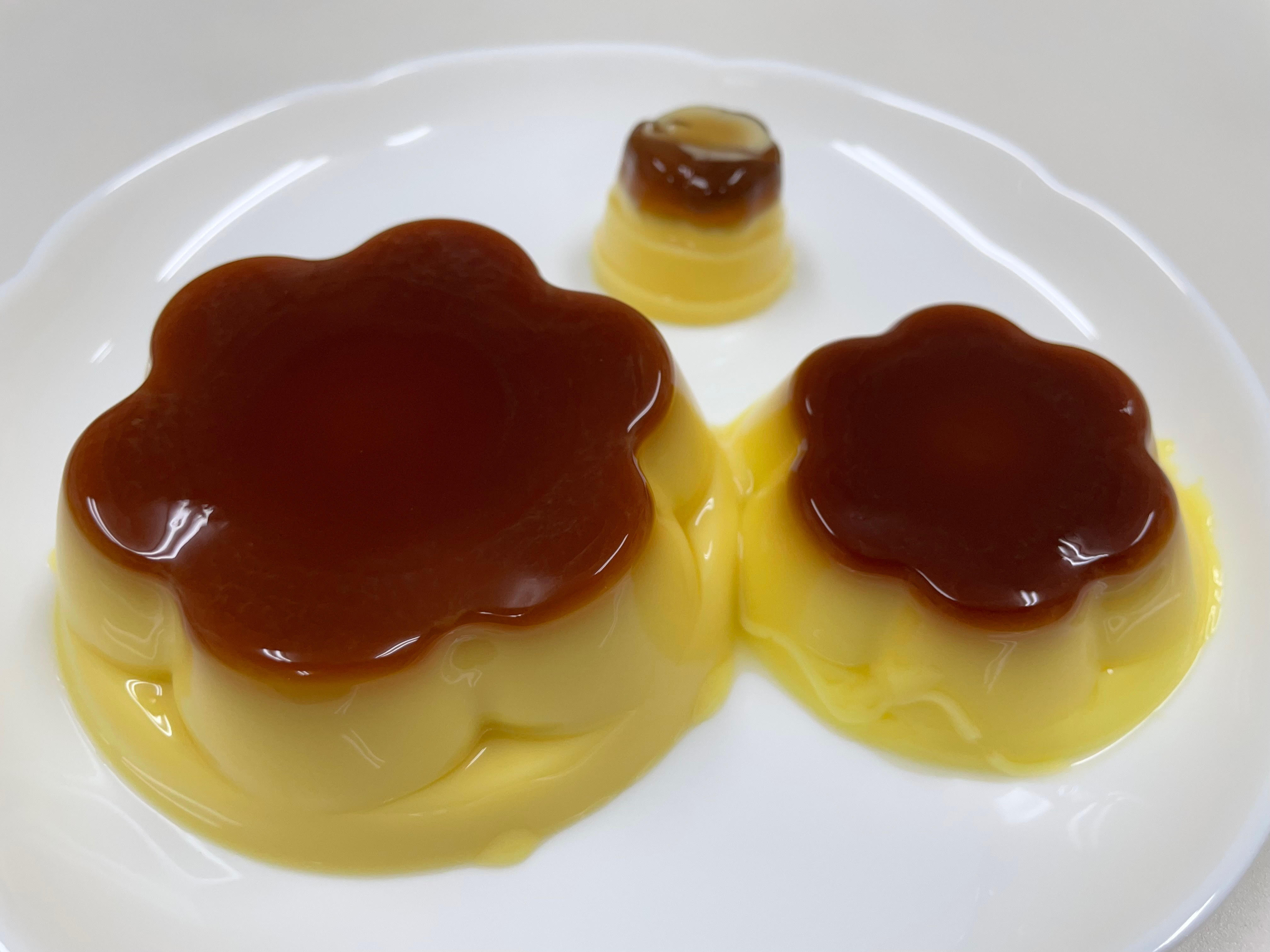
『プッチンプリン』3種（上から時計回りに『ちょこっとプッチンプリン』、3個パック、『Bigプッチンプリン』）

2014年（平成26年）には、『プッチンプリン』を弁当などとともに外で食べたいというニーズに応えて、常温で約6か月保存可能な一口サイズのプリン『ひとくちプッチンプリン』を発売開始。6個入りで、カップの底をつまむだけで食べられる容器とした。商品名は2018年（平成30年）に『ちょこっとプッチンプリン』に変更された。
同2014年（平成26年）にソースを増量し滝のように流れる『プッチンプリン　ナイアガラソース』、翌2015年（平成27年）にはブラックココア味で真っ黒な『真っ黒プッチンプリン』、2021年（令和3年）にはミルクコーヒー味の『Bigプッチンプリン　たっぷりミルクのミルクコーヒー』を販売している。
2020年（令和2年）には3年の開発期間を経て、動物性原料を使用しない『植物生まれのプッチンプリン』を発売した。開発のきっかけは、「皆がおいしい時間を楽しめるように」という思いだったという。例えば給食などでプリンが出ても、周りの人がおいしそうに食べる姿を見ることしかできなかった卵や乳にアレルギーを持つ子どもたちに、どうすればプリンのおいしさや食べる楽しさを知ってもらえるかを考えて開発されたものであった。豆乳やアーモンドペーストを使用し、従来の『プッチンプリン』と変わらない食感と味わいを再現。サトウキビの風味を生かしたきび砂糖で優しい甘さとなっている。3個パックが1個65 g入り、『植物生まれのBigプッチンプリン』は155 g入りで、パッケージには植物由来を示す葉をデザインした。
『植物生まれのプッチンプリン』の発売によって、これまでプリン市場のターゲットとなりえなかった卵や牛乳アレルギーの子どもが友達と「プッチン」を体験ができるようになり、江崎グリコには、卵アレルギーの子どもを持つ親から「子どもにプリンを食べるという機会を与えてくれてありがとう」という感謝の声が寄せられた。開発に携わった同社のブランド担当の篠歌寿子は、せっかく新しい分野を開拓してもすぐに他社が追随してコモディティ化が進むのではないかとの指摘に対して、「私たちは“皆がおいしい時間を楽しめる”ことを目標に掲げています。当社のプッチンプリンブランドだけでなく、他のブランドでも多くの人がおいしい時間を楽しめるようになるのであれば、むしろコモディティを促進するきっかけになりたい」と答えている。
『植物生まれのプッチンプリン』は、アレルギーを持つ子どもだけでなく、環境問題や健康に対する意識の高い女性からも歓迎されている。江崎グリコ乳業・洋生菓子マーケティング部でブランドマネージャーを務め、2000年代から『プッチンプリン』のブランディングを担ってきた有馬卓は、「今後も食に対する価値観が変化し続けるのは必至。100周年を迎える頃には、植物生まれのプッチンプリンがブランドの柱の一つとして存在感を示すことになるでしょう」と同製品の可能性を展望している。
なお、原材料価格の高騰などにより、2015年（平成27年）4月に価格を維持したまま容量を減らした実質値上げ、2019年（平成31年）4月には約4 %の値上げを実施した。これによって、メーカー希望小売価格は、3個入りパックが190円から200円、『Bigプッチンプリン』が130円から140円となった。2022年（令和4年）9月にも再度の値上げを行っている。ただし、実勢価格では『Bigプッチンプリン』は2020年（令和2年）現在110円程度である。

#### 50周年
2022年（令和4年）、発売50周年を迎え、5年をかけて開発したという桜の花びらの形をした特別容器入りのものが3月に数量限定で販売された。これが50周年に際して発売された唯一の特別な『プッチンプリン』であり、40周年の時と異なり、大々的にさまざまな企画を打つことはなかった。これは一過性の話題を狙うより、プリンそのものの「真面目な進化」によって本来のターゲットである子どもと母親に注力する姿勢の表れであると同時に、競合するコンビニスイーツに対して「素材のおいしさと栄養分を生かす」ことで対抗したいという考え方からであった。実際、この年の4月に『プッチンプリン』と『植物生まれのプッチンプリン』をともにリニューアルし、従来から使っていなかった保存料や人工甘味料に加えて着色料も不使用としている。『植物生まれのプッチンプリン』については、乳化剤やカラメル色素なども不使用とし、コクを増す改良も加えた。
『プッチンプリン』のブランド戦略について、ブランドマネージャーの有馬は「今後10年、20年とトップブランドの座を守るためには、『最初に食べたプリン』はプッチンプリンだったという人を、できるだけ増やしたい。その人が大人になったとき、“プッチン”した楽しさを幸福な記憶として思い出すことが、次の世代への橋渡しとなるからです」と語っている。

### 年表
- 1972年（昭和47年） - 『グリコプリン』発売[3][9]、100 g入りで50円[66]
- 1974年（昭和49年） - 味やパッケージをリニューアルし、『プッチンプリン』に商品名を変更[3]
- 1990年（平成2年） - 70 gの[66]3個入りパック発売開始[20][27]
- 1993年（平成5年） - 176 g入り[4][24]の『Bigプッチンプリン』発売開始[27][66]
- 2006年（平成18年） - 400 g入りの『Happyプッチンプリン』発売開始[9][80]
- 2014年（平成26年） - 『ひとくちプッチンプリン』発売開始[27][3]
- 2015年（平成27年） - グリコ乳業を江崎グリコが吸収合併したため、江崎グリコからの販売となる[81]
- 2016年（平成28年） - 『ひとくちプッチンプリン』の商品名を『ちょこっとプッチンプリン』に変更[3]
- 2020年（令和2年） - 『植物生まれのプッチンプリン』発売開始[3][82]
- 2022年（令和4年） - 発売50周年[27][83]
- 2024年（令和6年） - 4月3日に基幹システムを切り替えたことにより[84]社内の情報システムに不具合が発生。プッチンプリンを含む冷蔵製品が1か月以上にわたり出荷不能になっている[85][86]。

## 容器・包装
蓋は中央の赤・黄・緑のラインで上下に分け、上が白、下がオレンジというデザインは発売当初から変更されていないが、2014年（平成26年）にプリンの写真が前面に出る形に改められている。また『グリコプリン』の時代でも「プッチンしてね」と記されていたように商品名の一部であるとともに特徴をもあらわす「プッチン」のロゴがデザインのポイントになっている。ロゴデザインは時代にあわせて何度か変更されているものの、基本的なイメージは変わっていない。
容器のプラスチックは、商品の品質の良さがアピールできるよう中身の見える透明の容器が採用されている。発売当初の側面は無地であったが、2004年（平成16年）以降、コンビニエンスストアなど商品の側面しか見えない陳列棚が増えたため、『プッチンプリン』であることが分かる図柄を入れるようになった。3個入りパックで商品全体を包むシュリンクも、2007年（平成19年）以降、全面印刷となっている。
容器の形状は、発売当初からの独特の花形を引き継いでいる。これはおいしさや楽しさを表現しているだけでなく、構造的な強度を高めるとともに、中身を回りにくくするという機能がある。プッチンプリンの容器と同様の底のツマミを折ることで中身を出すことができるタイプのプリン容器は、製菓材料店や100円ショップでも販売されている。

## 栄養素
|                                         | 内容量 | エネルギー | タンパク質 | 脂質   | 炭水化物 | 食塩相当量 |
| --------------------------------------- | ------ | ---------- | ---------- | ------ | -------- | ---------- |
| プッチンプリン（3個パック）             | 67 g×3 | 89 kcal    | 1.1 g      | 4.0 g  | 12.1 g   | 0.13 g     |
| Bigプッチンプリン                       | 160 g  | 212 kcal   | 2.8 g      | 9.8 g  | 28.1 g   | 0.31 g     |
| ちょこっとプッチンプリン                | 20 g×6 | 29 kcal    | 0.49 g     | 1.1 g  | 4.4 g    | 0.027 g    |
| ちょこっとプッチンプリン ミルクショコラ | 20 g×6 | 29 kcal    | 0.45 g     | 0.95 g | 4.7 g    | 0.024 g    |
| 植物生まれのBigプッチンプリン           | 155 g  | 203 kcal   | 1.2 g      | 8.5 g  | 30.5 g   | 0.17 g     |
| 植物生まれのプッチンプリン 3個パック    | 65 g×3 | 86 kcal    | 0.51 g     | 3.5 g  | 13.0 g   | 0.071 g    |

『プッチンプリン』の公式WEBサイトによれば、製品1個あたりの内容量・栄養成分は上表のとおりである。ただし、実教出版編修部著『カラーグラフ食品成分表2022』では、『Bigプッチンプリン』1個あたりエネルギーは225キロカロリー、たんぱく質2.8グラム、脂質11.4グラム、炭水化物27.9グラム、食塩相当量は0.3グラムとしている。
元大阪大学講師で医学博士の藤原邦達は、2003年（平成15年）に『ニューライフ』誌での対談において「この分量から3グラムのたんぱく質が摂取できるということは、筋肉や脳細胞、血管を作るために絶対に必要な栄養素ですから、おやつとしていいサプリメント効果を発揮しています」「成長期の子どもにとっては、脂肪分や炭水化物のカロリー補給も必要です」などとして「栄養的にも非常に優れた食品」と評価している。この対談の中でグリコ乳業商品開発第1特別グループ阪本健二は「高カロリーといわれていますが、サラリーマンの朝食代わりやOLさんが昼食をこれだけで済ませたり、即効性の糖質に加えて、たんぱく質は持続性がありますので、肉体労働者の方にも好評です」と応じている。

## 評価
プッチンプリンの味は、「牛乳の風味を生かした味わい」「お菓子のような昔懐かしい甘さ」などと評される。発売当時はプリンといえば蒸して作られるものであったが、その中に登場したプッチンプリンは、蒸さずにツルンとした食感のプリンであった。洋菓子研究家の吉田菊次郎は、プッチンプリンのこの食感を「画期的だった」と評している。
また、プッチンプリンは、ツマミを折って皿に出すことができるという、これも画期的な容器で登場した。『宣伝会議』第844号では、おいしさに加えて、この楽しさが多くの人に愛され続けている理由の一つになっているとしている。江崎グリコで2000年代からプッチンプリンのブランディングを担っている有馬卓も「おいしさと楽しさ」こそが「プッチンプリンの本質」と自任している。
2003年までの時点では、プリン市場が縮小する中でもプッチンプリンの販売実績は常に1位か2位を保持しており、2022年（令和4年）時点では売り上げ・シェアともに首位の座にある。2016年（平成28年）時点でも多い日には日産15万を製造していたが、2021年（令和3年）度の販売は、前年比約10%増となり、ここ10年で最高であったという。発売開始から40年が経過した2012年（平成24年）までに、累計販売数は51億個を超え、翌2013年（平成25年）1月に、最も売れたプリンのブランドとしてギネス世界記録に認定された。
旺文社の2020年の書籍『プリン本 大阪・京都・神戸』では、発売から50年が経過したプッチンプリンは日本において誰もが知っていると説明され、2021年にサライに寄稿したフリーライターの角山祥道はプッチンプリンについて「プリンと聞いて真っ先に思い浮かべるひとつ」と記している。
『プリン本』による、スーパーで売られているプリンの食べ比べチャートでは、対象となった9商品のうち、硬さは平均的であり、甘さは最も控えめであった。
gooランキング編集部は「自宅・自分用プリンのおすすめ」の1位に『Bigプッチンプリン』を選び、濃厚なカラメルソースとプルプルのプリンが口のなかでしっかりと味わえると評価した。

## 活用・その他

### アレンジレシピ
3個入りプッチンプリンをそのまま使い、クリームチーズとホットケーキミックスでつくる「プリンチーズケーキ」は、カラメルをあらかじめ別にしておき最後に塗る。またキャンプ料理として、食パン2枚で挟んだプッチンプリンを網の上で焼く「パン・プッチンプリン・パン」、料理研究家のリュウジによる「スーパー・プッチンプリン・シェイク」などがある。製品のパッケージや公式サイトでも、2012年（平成24年）5月から、パティシエの辻口博啓とのコラボレーションによるアレンジメニューを掲載している。

### ネーミングのオノマトペ
「プッチン」は、プリンを皿に容易に移すための動作音のオノマトペである。商品名としてオノマトペの例示にたびたび使われており、商品特性を生かしたネーミングになっている。また2016年におこなわれた「プッチンする派なのか、しない派なのか」を問う「第1回 プッチン国民投票」などもあり、「プッチンする」などの動詞化の実例もある。

### 教育現場
2022年、プッチンプリンの空き容器を使って文房具を作るイベントが千葉県流山市の小学校で行われた。児童や家族が容器を集め江崎グリコが定規などに加工して児童に提供した。

### 医療
リハビリテーションに関する論文で、嚥下調整食として用いられる。また重症筋無力症による嚥下困難においては、普通のプリンは飲み込みにくいとされているが、プッチンプリンは飲み込みやすいとされている。

### 特許と商標
1976年に容器は特許出願され、1978年に公開されている。商標は2023年4月現在、グリコ乳業及び江崎グリコとして「プッチン」で50の登録があり、「プッチンプリン」では15の登録がある。
また、蓋の裏は特殊な加工がされており、プリンがくっつかないようになっている。この蓋の加工技術も凸版印刷によって特許が取得されており、発明品開発の際にはプッチンプリンが使用されている。

## CM
1974年（昭和49年）のリニューアルにあたって、グリコでは「プッチンしちゃお」というプッチンプリンのテレビCMを短期間に集中的に展開した。当時としてはデザート商品や乳製品のCMは珍しかったが、プッチンする楽しさを伝えるためには、ポスターなどよりテレビCMが適しているとの判断からであった。グリコでは、「皿の上に乗せる際に感じる”プルルン”というシズル感と、プッチンアクションの楽しさを音楽で表現」することを狙ったという。テレビCMの効果が高かった時代でもあり、このCMの効果もあってプッチンプリンの売り上げは大きく拡大した。
以降、プッチンプリンの広告手段としては、テレビCMが主に採用されている。CMキャラクターはそのときどきによって変更しており、1996年（平成8年）にはスキャットマン・ジョンが「プッチンパポペ エブリバディプリンプリン」と歌うCMを放送し、2012年（平成24年）には「今っぽい楽しさ」のイメージを発信しようときゃりーぱみゅぱみゅを起用したが、楽しさとシズル感を音楽で訴求するスタイルは変えていない。グリコによれば「子どものころにテレビCMを見てプッチンプリンを食べていた世代に対して、同じアプローチをすることで商品を再想起させて販売につなげるため」の戦略である。
- 1974年（昭和49年） - 商品名変更とともにCM開始[22]。
- 1978年（昭和53年） - 林寛子[110]
- 1982年（昭和57年） - 橋本清美
- 1983年（昭和58年） - ゴジラ[111]
- 1990年（平成2年） - 川越美和
- 1994年（平成6年） - 高橋玲奈
- 1996年（平成8年） - スキャットマン・ジョン[69][112] - イメージソング「プリプリ・スキャット」を歌唱し、CDシングルも発売された[113]。
- 1998年（平成10年） - ウォレスとグルミット
- 2009年（平成21年） - プッチン大統領。テーマソング - やくしまるえつこ[114]
- 2012年（平成24年） - きゃりーぱみゅぱみゅ[9][69][115]
- 2015年（平成27年） - 本田望結[116]
- 2019年（平成31年） - Toshl - イメージソング「いトシのプッチンプリン」を歌唱し、CDシングルも発売された[117][118]。
- 2020年（令和2年） - 真木よう子（「マックシェイク “プッチン”できないけどプッチンプリン」）[119]

## コラボ商品
『宣伝会議』第844号によると、プッチンプリンの持つブランド力は異業種の企業にとっても魅力的であり、コラボレーション企画の声を掛けられることも多いという。
2011年（平成23年）11月に、宝島社とのコラボレーションで、プッチンプリンの歴史を記したムック本と『手づくりプッチンプリン』のセットを書店で販売した。価格は2,200円であったが、予想を上回る販売数を記録したという。2012年（平成24年）5月に神戸屋で販売された『プッチンプリン蒸しパン』も、売り上げは非常に好調だったとされている。
同年7月からは、タカラトミーアーツが『おかしなプッチンプリン プッチンアイス』を販売した。「プッチンバー」と呼ぶ棒をプッチンプリンに刺して冷凍庫で凍らせると、容器から引き抜いて食べられるという商品である。引き抜く感覚の楽しさと、凍ったプッチンプリンの「モチモチ感」が味わえる。価格は997円で、プリン色とイチゴ色の2色がある。コラボレーションにあわせてプッチンプリンは凍らせても美味しいというメッセージを売り場で発信したところ、通常は売り上げの落ちる夏場に大きく売り上げが向上したという。
2020年（令和元年）には、マクドナルドから「マックシェイク “プッチン”できないけど プッチンプリン」が期間限定で発売された。